# زجیسواف واردین
زجیسواف واردین (لهستانی: Zdzisław Wardejn؛ زادهٔ ۲۱ آوریل ۱۹۴۰) بازیگر اهل لهستان است.
از فیلم‌ها یا مجموعه‌های تلویزیونی که وی در آن‌ها نقش داشته است، می‌توان به یاوه‌نویس،‌ قمار فوتبال، فرصت دوباره، نگرش تنگ‌نظرانه ۱۹۰۱، وابانک، رانندگان جایگزین، ترانه عاشقانه‌ای برای یانوشِک، پوزنان ۵۶، قانون حقیقی، شامانکا، بدن مسیح، پدر متیو، دهن‌به‌دهن، عشق اول، افسانه‌ای باستانی: آن هنگام که خورشید ایزد بود و در خوشی و سختی اشاره نمود.